# 2012年11月臺灣
| << | 2012年11月 （民國101年） | >> |    |    |    |    |
| \| 日 \| 一 \| 二 \| 三 \| 四 \| 五 \| 六 \| \| \| \| \| \| 1 \| 2 \| 3 \| \| 4 \| 5 \| 6 \| 7 \| 8 \| 9 \| 10 \| \| 11 \| 12 \| 13 \| 14 \| 15 \| 16 \| 17 \| \| 18 \| 19 \| 20 \| 21 \| 22 \| 23 \| 24 \| \| 25 \| 26 \| 27 \| 28 \| 29 \| 30 \| \| \| \| \| \| \| \| \| \| |                          |    |    |    |    |    |
| 臺灣新聞動態／維基新聞 |                          |    |    |    |    |    |
| 世界／中国大陆／臺灣 |                          |    |    |    |    |    |
| 日 | 一                       | 二 | 三 | 四 | 五 | 六 |
| |                          |    |    | 1  | 2  | 3  |
| 4 | 5                        | 6  | 7  | 8  | 9  | 10 |
| 11 | 12                       | 13 | 14 | 15 | 16 | 17 |
| 18 | 19                       | 20 | 21 | 22 | 23 | 24 |
| 25 | 26                       | 27 | 28 | 29 | 30 |    |
| |                          |    |    |    |    |    |

## 11月1日
- 台灣加入美國免簽證計畫今生效。臺灣第一批持「免簽文件」旅客，今午搭乘中華航空公司班機已抵達紐約甘迺迪國際機場。[1]

## 11月2日
- 國健局局長邱淑媞今表示，據統計，臺灣有70%的上班族其午餐外食，都會具備有其盒餐兩倍以上的高熱量值，建議除選擇健康盒餐之餘。也要記得多多運動，至少也要多多以步行來替代騎、開車。[2][3]
- 中國工商銀行博物館首度來臺灣展出，展期預計自11月3日到12月7日止，在國父紀念館中山國家畫廊展出。展區概分三區，有「流金歲月—從古早錢莊到現代銀行」、「通寶大觀—中國古代與近代貨幣」和「匯萃台灣—台灣貨幣與經濟」等3大主題。[4]

## 11月6日
- 經濟部能源局今舉辦「氫能與燃料電池研發成果發表會」，並指出此相關研發成果已成功移轉多家廠商，促其參與後續之合作開發與技術移轉接受。[5]
- 工研院生醫所與瑞士數位X光機廠「Swissray」今簽訂意向書，將合作開發較符合東方女性之「乳癌X光篩檢」系統，預計投入費用為新台幣6,500萬元（將於3年內陸續支付）。[6]
- 中鋼集團以各企業的「2011企業社會責任報告書」參加台灣永續能源研究基金會舉辦的台灣企業永續獎(2012 Taiwan CSR Awards)。[7]

## 11月7日
- 世界花式撞球協會（WPA）今公布最新世界排名，台灣張榮麟於相隔15年，繼趙豐邦後，成為第二位台灣選手榮登世界球王寶座。[8]
- 李宗瑞被控性侵偷拍案，檢方今將其移審台北地院，法官以「有逃亡、勾串證人」之虞，晚間裁定羈押禁見。[9]
- 中央健康保險局今表示，自2013年1月1日起，就醫時忘帶健保卡，其自費押金與補卡期限，依原時限的7天放寬至10天為期。[10]

## 11月8日
- 台中市童綜合醫院骨科部暨微創中心主任徐少克今表示，院方以「微創手術」配合新式儀器與技術，將今年高齡100歲的林老先生因跌倒而造成股骨骨折之傷處，治療成功，林老先生已於今日出院。[11]
- 第七屆「亞洲民主人權獎」，財團法人台灣民主基金會今宣布得獎者名單。由「國際終止童妓組織」獲得。此獎項之頒獎典禮明定於2012年12月10日上午於台北市香格里拉遠東國際大飯店舉行。[12][13]
- 首屆「2012台灣國際中草藥暨天然物生技應用展」，於今日於高雄巨蛋展出，展覽週期三天。展出項目為中草藥藥材、食品等及其相關之機械與設備。[14]

## 11月10日
- 宜蘭縣三星鄉鄉長補選，民進黨籍的黃錫墉以4,968票擊敗國民黨籍的陳文新的4,640票，當選鄉長。[15]

## 11月12日
- 金門縣水產試驗所耗費10多年時間培育努力，至今日止，終於約有110隻成長為「五齡鱟」，這些稚鱟都是2011年9月孵化而出，歷經五次脫殼長成。[16]

## 11月13日
- 苗栗縣竹南鎮鎮長康世儒遭判決當選無效定讞，依法三個月內辦理補選。[17]
- 臺灣鐵路管理局發布，內灣支線自動化號誌系統今正式啟用，原傳統機械式臂木號誌機逐漸走入歷史。目前尚存此設備使用之路段，為平溪支線段。[18]
- 內政部今邀集中央及各地方政府研商「以房養老」試辦計畫，預計最快2012年年底提供100名試辦員額。適用條件-65歲以上、自有不動產、無繼承人者。[19][20][21][22][23][24]
- 苗栗縣竹南鎮龍鳳漁港漁民晚間於竹南、新竹交界外海處捕獲一尾體長4.8公尺，體重32台斤（19.2公斤）之「地震魚」。[25]

## 11月14日
- 農委會農業藥物毒物試驗所歷經十年，成功研發並技轉台灣首支生物性殺蟲劑「台灣庫斯蘇力菌E-911」，此成為國內首支註冊上市之商品化殺蟲劑。[26]
- 臺北榮總放射部醫師李潤川今指出，目前已引進最新血管透視攝影X光兼電腦斷層掃描儀器，將以3D立體影像透視各微小癌細胞或血管，此將提高治療效果。[27]
- 旺報引述交通部觀光局局長謝謂君發言，現已開放大陸13個「自由行」試點城市，其來台人數「日均量」已達750人，預計將達開放上限值，後續考量擴增名額上限值。另觀光局統計，自2008年開放中國旅客來臺旅遊起，至2012年9月止，其已創造新台幣3,844億元的外匯收入，其中團體旅客帶來約2,218億元外匯收入。[28]

## 11月16日
- 內政部今公布第二波「房屋成交實價」資訊。之前在實價第一波（於10月16日公布）揭露後的這個月中，新北市購屋成交比例已下降6%，而6都平均去化天數自74天增至76.1天（上升2.1天）。議價空間自15.8%增至17.6%（上升1.8%），其中以台北市增加最多（上升2.5%）。[29]

## 11月19日
- 連江縣政府今表示，2013年將在馬祖舉辦「第1屆雀王雀后爭霸戰」，比賽方式採「台式16張麻將賽」，冠軍獎金將可獲新台幣150萬元。[30]
- 金管會副主委吳當傑今表示，針對各政府基金，發函委外代操業者，限制其購買股本五億~十億以下之小型股及「F」開頭（國外回台掛牌）股票的狀況。本身認為投資決策應是針對其個股之流動性、獲利性與公司治理為依據。[31]

## 11月23日
- 立法院院會三讀通過綜合所得稅法第十七條修正案，取消納稅人不得扶養二十歲至六十歲間「其他親屬或家屬」的年齡歧視條款，納稅人扶養二十歲以上在學、身障或無謀生能力者，每人可列報八萬二千元免稅額，預估四十一萬人受益，影響稅收廿億元。[32]

## 11月24日
- 台灣之心愛護動物協會內政部立案正式成立。[33]

## 11月25日
- 台北市華光社區都市更新案近百位居民，今天到法務部陳情，抗議政府黑箱作業，將原本的都更案改成BOT案，[34]

## 11月26日
- 外交部今表示，第131個予中華民國免簽證或落地簽證之國家為中美洲之貝里斯。[35]
- NCC今宣布行動寬頻（4G）業務招標原則，預計釋出270MHz(兆赫)頻寬量之經營行動寬頻業務，預計2013年10月~11月開放招標作業，執照期限至民國119年（2030年）12月31日止。[36]

## 11月27日
- 第18屆聯合國氣候變遷綱要公約締約國大會（COP18）於11月26日~12月7日於卡達（Qatar）首都杜哈（Doha）召開，台灣青年氣候聯盟（TWYCC）成員、清大科法所碩一生黃品涵自80多名各國青年中，被推選成為傳達「國家聲音」的5國世界青年代表之一，其於記者會上，講述小林村滅村事件，呼籲各國重視氣候變遷。[37][38]

## 11月28日
- 台灣壹傳媒併購案在澳門簽約。由於辜仲諒遭台灣金管會限制其持股不得超過2成，除原有買家王文淵與蔡衍明外，台灣殯儀業龍頭龍巖人本的董事長李世聰，以及台灣產物保險董事長李泰宏以個人身份參與投資。[39]

## 11月29日
- 台灣公平交易委員會召開媒體併購與公平交易法結合管制公聽會。各大學學生，組成反媒體巨獸青年聯盟，共同推動反媒體壟斷運動，在行政院門口舉行一連串抗議活動。立法院在野黨黨團，如民進黨、親民黨、台聯等皆出面簽署同意書，將會反對旺中集團參與併購壹傳媒，國民黨團則拒絕回應。[40][41]

## 11月30日
- 南投縣長李朝卿涉嫌接受工程回扣案，遭法院裁定收押禁見。[42]
- 嘉義縣長張花冠涉及大埔美精密機械園區第二期開發案等三案，遭到高雄地檢署提起公訴。[43]